# Người Mari
Người Mari (tiếng Mari: мари, tiếng Nga: марийцы) là dân tộc thuộc nhóm dân tộc Phần Lan-Ugria, có vùng cư trú truyền thống dọc theo sông Volga và Kama ở Liên bang Nga. Có khoảng 600 ngàn người Mari. Gần một nửa dân số Mari ngày nay sống ở nước Cộng hòa Mari El, và tại các nước cộng hòa Bashkortostan và Tatarstan có dân số đáng kể. Ngoài ra họ còn cư trú tại các nước thuộc Liên Xô cũ.
Trong quá khứ, người Mari còn được gọi là người Cheremisa hoặc người Cheremis trong tiếng Nga và Çirmeş trong tiếng Tatar.
Người Mari bao gồm bốn nhóm khác nhau:
- Mari vùng núi (мары йӹлмӹ), sống dọc theo bờ phải sông Volga,
- Mari Meadow, sống dọc theo bở trái sông Volga,
- Mari Đông, sống ở các nước cộng hòa Bashkortostan, Tatarstan, Udmurtia và Perm Krai và Sverdlovsk Oblast.
- Mari Tây Bắc (маре йӹлмӹ) ở tây nam của Kirov Oblast và Đông Bắc của Nizhny Novgorod Oblast.

Trong cuộc điều tra dân số năm 2002 của Liên bang Nga, 604.298 người tự nhận mình là "Mari", với 18.515 người trong số đó xác định rằng họ là Mari vùng núi và 56.119 người là Mari Đông. Gần 60% người Mari sống ở nông thôn.

## Ngôn ngữ
Người Mari nói tiếng Mari (tiếng Mari: марий йылме, marii jõlme; tiếng Nga: марийский язык, marijskij jazyk) , một ngôn ngữ thuộc nhóm ngôn ngữ Phần Lan-Ugria trong ngữ hệ Ural. Các nhà ngôn ngữ học ngày nay phân biệt bốn phương ngữ Mari khác nhau, và không phải tất cả đều có thể hiểu được lẫn nhau.
- Mari vùng núi (мары йӹлмӹ), tập trung chủ yếu dọc theo bờ phải sông Volga;
- Mari Meadow (марий йылме), được nói ở các vùng đất thấp của sông Kokshaga Nhỏ và sông Volga, bao gồm thành phố Yoshkar-Ola;
- Mari Đông, nói ở phía đông của sông Vyatka;
- Mari Tây Bắc (маре йӹлмӹ) ở tây nam của Kirov Oblast và Đông Bắc của Nizhny Novgorod Oblast.

Người Mari hiện sử dụng một phiên bản sửa đổi của bảng chữ cái Cyrillic.